# James Franciscus
James Grover Franciscus (Clayton, 31 de janeiro de 1934 - North Hollywood, 8 de julho de 1991), foi um ator estadunidense.

## Biografia
Começou sua carreira de ator em 1958 na série de TV, Cidade Nua. Um ano depois foi para as telas em Four Boys and a Gun.
Participou de vários filmes interpretando detetives, policiais ou espiões como Os Bons se Vestem de Negro; Butterfly e a Mariposa; Cidade em Chamas; Concorde, De Volta ao Planeta dos Macacos e O Dia em que o Mundo Acabou.
Mas foi na TV que ele criou seus tipos mais marcantes em seriados ou séries. Um de seus últimos trabalhos foi viver o presidente John Kennedy no filme de TV Jacqueline Bouvier Kennedy.
Ele morreu aos 57 anos vítima de um enfisema.

## Filmografia

### Filmes
| Ano  | Título                         | Personagem                        | Notas                  |
| ---- | ------------------------------ | --------------------------------- | ---------------------- |
| 1957 | Four Boys and a Gun            | Johnny Doyle                      |                        |
| 1958 | The Mugger                     | Eddie Baxter                      |                        |
| 1960 | I Passed for White             | Rick Leyton                       |                        |
| 1961 | The Outsider                   | James B. Sorenson                 |                        |
| 1963 | Miracle of the White Stallions | Maj. Hoffman                      |                        |
| 1964 | Youngblood Hawke               | Youngblood Hawke                  |                        |
| 1968 | Snow Treasure                  | 2º Tenente H. Kalasch             |                        |
| 1969 | The Valley of Gwangi           | Tuck Kirby                        |                        |
| 1969 | Marooned                       | Clayton Stone                     |                        |
| 1969 | The Great Sex War              | Desconhecido                      |                        |
| 1970 | Hell Boats                     | Tenente Cdr. Jeffords, R.N.V.R.   |                        |
| 1970 | Beneath the Planet of the Apes | Brent                             |                        |
| 1971 | The Cat o' Nine Tails          | Carlo Giordani                    |                        |
| 1971 | Kidnapped                      | —                                 | Produtor não creditado |
| 1973 | Jonathan Livingston Seagull    | Jonathan Livingston Seagull (voz) |                        |
| 1974 | Aloha Means Goodbye            | Dr. Lawrence Maddox               |                        |
| 1976 | The Amazing Dobermans          | Lucky                             |                        |
| 1978 | Good Guys Wear Black           | Conrad Morgan                     |                        |
| 1978 | The Greek Tycoon               | Presidente James Cassidy          |                        |
| 1979 | Concorde Affaire '79           | Moses Brody                       |                        |
| 1979 | City on Fire                   | Jimbo                             |                        |
| 1979 | Killer Fish                    | Paul Diller                       |                        |
| 1980 | When Time Ran Out...           | Bob Spangler                      |                        |
| 1980 | Nightkill                      | Steve Fulton                      |                        |
| 1981 | The Last Shark                 | Peter Benton                      |                        |
| 1982 | Butterfly                      | Moke Blue                         |                        |
| 1983 | Great Transport                | John Mason                        |                        |
| 1991 | 29th Street                    | —                                 | Produtor associado     |

### Televisão
| Ano                    | Título                                 | Personagem                            | Notas                                           |
| ---------------------- | -------------------------------------- | ------------------------------------- | ----------------------------------------------- |
| 1957                   | Studio One                             | Brass                                 | Episódio: "A Walk in the Forest"                |
| 1958                   | Studio One                             | Brass                                 | Episódio: "A Walk in the Forest"                |
| Norstad                | Studio One                             | Episódio: "Kurishiki Incident"        |                                                 |
| Johnny                 | Studio One                             | Episódio: "The Strong Man"            |                                                 |
| Have Gun – Will Travel | Tom Nelson                             | Episódio: "Deliver the Body"          |                                                 |
| The Silent Service     | Lt. John R. Bertrand                   | Episódio: "The Bowfin Story"          |                                                 |
| 1958–1959              | Naked City                             | Det. Jimmy Halloran                   | Personagem principal; 39 episódios              |
| 1959                   | Tales of Wells Fargo                   | Joe Braddock                          | Episódio: "The Stage Line"                      |
| 1959                   | Westinghouse Desilu Playhouse          | Clay Darrow                           | Episódio: "Six Guns for Donegan"                |
| 1959                   | Whirlybirds                            | Jerry Lambert / Tom Drake             | Episódio: "Dead Wrong"                          |
| 1959                   | The Twilight Zone                      | Lt. Mueller                           | Episódio: "Judgment Night"                      |
| 1959                   | Father Knows Best                      | Bill Shappard                         | Episódio: "Bud, the Willing Worker"             |
| 1959                   | The Rifleman                           | Philip Simmons                        | Episódio: "The Legacy"                          |
| 1959                   | Death Valley Days                      | Mike Ward                             | Episódio: "Lady of the Press"                   |
| 1960                   | The Millionaire                        | Tom Doane                             | Episódio: "The Story of Margaret Stoneham"      |
| 1960                   | Wagon Train                            | John Colter                           | Episódio: "The Benjamin Burns Story"            |
| 1960                   | Hennesey                               | Williams                              | Episódio: "The Annapolis Man"                   |
| 1960                   | Black Saddle                           | Quinn Jackson                         | Episódio: "The Penalty"                         |
| 1960                   | Alfred Hitchcock Presents              | William Tyre                          | Episódio: "Forty Detectives Later"              |
| 1960                   | Rawhide                                | Andy Nye                              | Episódio: "Incident of the Murder Steer"        |
| 1960                   | The Deputy                             | William Emerson Stanhope / Billy Bart | Episódio: "Mother and Son"                      |
| 1961                   | Alfred Hitchcock Presents              | Ben Kendall                           | Episódio: "Summer Shade"                        |
| 1961                   | The DuPont Show with June Allyson      | Tom Grover                            | Episódio: "The Guilty Heart"                    |
| 1961                   | General Electric Theater               | Bill Taylor                           | Episódio: "Love Is a Lion's Roar"               |
| 1961                   | The Americans                          | Lt. Hannon                            | Episódio: "The Invaders"                        |
| 1961                   | The Investigators                      | Russ Andrews                          | Papel principal; 13 episódios                   |
| 1962                   | Ben Casey                              | John Wickware                         | Episódio: "So Oft It Chances in Particular Men" |
| 1963                   | Dr. Kildare                            | Stan Fisher                           | Episódio: "Jail Ward"                           |
| 1963                   | The Eleventh Hour                      | Mike Norris                           | Episódio: "Hang by One Hand"                    |
| 1963–1965              | Mr. Novak                              | John Novak                            | Papel principal; 60 episódios                   |
| 1965                   | Bob Hope Presents the Chrysler Theatre | Larry Martin                          | Episódio: "Escape into Jeopardy"                |
| 1966                   | 12 O'Clock High                        | Capt. Tom Carpenter                   | Episódio: "Cross-Hairs on Death"                |
| 1966                   | Combat!                                | Pfc. Charles Harris                   | Episódio: "Decision"                            |
| 1967                   | The F.B.I.                             | Charles Burnett                       | Episódio: "Force of Nature"                     |
| 1968                   | Judd, for the Defense                  | Father William Chitwood               | Episódio: "The Devil's Surrogate"               |
| 1968                   | Shadow Over Elveron                    | Dr. Matthew Tregaskis                 | Filme para TV                                   |
| 1968                   | The F.B.I.                             | Mitchell Flynn                        | Episódio: "Out of Control"                      |
| 1968                   | Heidi                                  | —                                     | Filme para TV                                   |
| 1969                   | Trial Run                              | Louis Coleman                         | Filme para TV                                   |
| 1970                   | Night Slaves                           | Clay Howard                           | Filme para TV                                   |
| 1970                   | Jane Eyre                              | —                                     | Filme para TV                                   |
| 1971–1972              | Longstreet                             | Mike Longstreet                       | Papel principal; 24 episódios                   |
| 1972                   | Ghost Story                            | Paul Dover                            | Episódios: "At the Cradle Foot"                 |
| 1973                   | The 500 Pound Jerk                     | Gil Davenport                         | Filme para TV                                   |
| 1973                   | The Red Pony                           | —                                     | Filme para TV                                   |
| 1973–1974              | Doc Elliot                             | Dr. Benjamin Elliot                   | Papel principal; 15 episódios                   |
| 1975                   | The Dream Makers                       | Sammy Stone                           | Filme para TV                                   |
| 1975                   | The Trial of Chaplain Jensen           | Andrew Jensen                         | Filme para TV                                   |
| 1975                   | Insight                                | O Psiquiatra                          | Episódio: "The Man from Inner Space"            |
| 1975                   | A Girl Named Sooner                    | —                                     | Filme para TV                                   |
| 1976                   | One of My Wives Is Missing             | Daniel Corban                         | Filme para TV                                   |
| 1976–1977              | Hunter                                 | James Hunter                          | Papel principal; 13 episódios                   |
| 1977                   | The Man Inside                         | Rush                                  | Filme para TV                                   |
| 1978                   | Secrets of Three Hungry Wives          | Mark Powers                           | Filme para TV                                   |
| 1978                   | The Pirate                             | Dick Carriage                         | Filme para TV                                   |
| 1978                   | Puzzle                                 | Harry Scott                           | Filme para TV                                   |
| 1981                   | Jacqueline Bouvier Kennedy             | Presidente John F. Kennedy            | Filme para TV                                   |
| 1985                   | Secret Weapons                         | Coronel Victor Khudenko               | Filme para TV                                   |